# Proteina idrolizzata
Le proteine idrolizzate o esche proteiche sono una miscela di composti azotati a basso peso molecolare ottenute per trattamento di proteine con acidi o alcali. La miscela ha una composizione complessa in cui rientrano polipeptidi a basso peso molecolare, peptidi, e, in quantità minore, amminoacidi e ammoniaca.

## Ambiti d'impiego
Questi prodotti sono impiegati come attrattivo alimentare fagostimolante nella lotta ai Ditteri Tefritidi, in particolare la mosca delle olive, la mosca delle ciliegie e la mosca mediterranea della frutta. Gli adulti di questi insetti hanno un regime dietetico glicifago, nutrendosi prevalentemente di melata o altri liquidi zuccherini. La loro dieta principale è povera di proteine ed integrano il loro fabbisogno proteico da altre fonti, in genere gli escrementi degli uccelli, che attirano queste mosche con l'odore emanato dai componenti azotati volatili. Le mosche sono perciò attratte dai materiali che contengono ammina o ammoniaca o amminoacidi (sali ammoniacali, carne e pesce in putrefazione, guano, ecc.). Le proteine idrolizzate sono prodotte dall'industria chimico-farmaceutica, con diversi nomi commerciali (Esca proteica SIAPA, Buminal, Amadene, Nutrel, ecc.), per essere impiegate come esche.
Le esche proteiche si utilizzano per i seguenti scopi:
- Attrattivo per trappole. Da sole o, preferibilmente, in combinazione con altri attrattivi (sali ammoniacali o feromoni le esche proteiche sono utilizzate per innescare le trappole chemiotropiche impiegate sia nel monitoraggio sia nel mass trapping. La cattura dell'insetto avviene nel momento in cui si posa sulla trappola, utilizzando un collante (vischio entomologico) oppure un insetticida di contatto a forte potere abbattente, in genere un piretroide.
- Attrattivo per trattamenti preventivi adulticidi. Le esche proteiche, miscelate con un insetticida attivo per ingestione (ad esempio un fosforganico), possono essere impiegate per trattamenti preventivi adulticidi. In questo caso si irrora solo una parte dell'arboreto, generalmente a filari alterni sulla parte alta della chioma esposta a sud. Gli adulti, attratti dalla proteina idrolizzata, sono indotti all'alimentazione assumendo anche l'insetticida. Questa tecnica è impiegata in alternativa ai trattamenti larvicidi. Lo scopo è quello di ridurre l'impatto ambientale e i costi del trattamento, in quanto si irrora solo una parte del frutteto o dell'oliveto con un minore impiego di insetticida.

## Impatto ambientale
Le esche proteiche non sono nocive per la salute, pertanto rientrano nella categoria dei presidi non classificati. Sull'ambiente hanno un impatto pressoché nullo perché non sono nocive nei confronti della fauna utile e sono biodegradate rapidamente ad opera dei microrganismi proteolitici e ammonizzanti.
Le considerazioni precedenti sull'impatto ambientale e sulla salute si applicano solo alle esche proteiche pure, mentre le esche proteiche avvelenate hanno una tossicità intrinseca e un impatto ambientale derivato dalla presenza di un insetticida. In generale, però, l'uso delle esche avvelenate o delle trappole avvelenate ha un impatto minore rispetto ai trattamenti fitoiatrici a tutto campo. Tali impieghi sono pertanto raccomandati nei disciplinari di lotta integrata come mezzo alternativo ai metodi di lotta chimica tradizionali. L'impiego delle proteine idrolizzate come attrattivo innescante per le trappole chemiotropiche è un metodo di lotta biotecnica a tutti gli effetti, compatibile e raccomandato nella lotta biologica.